# Sterculia foetida

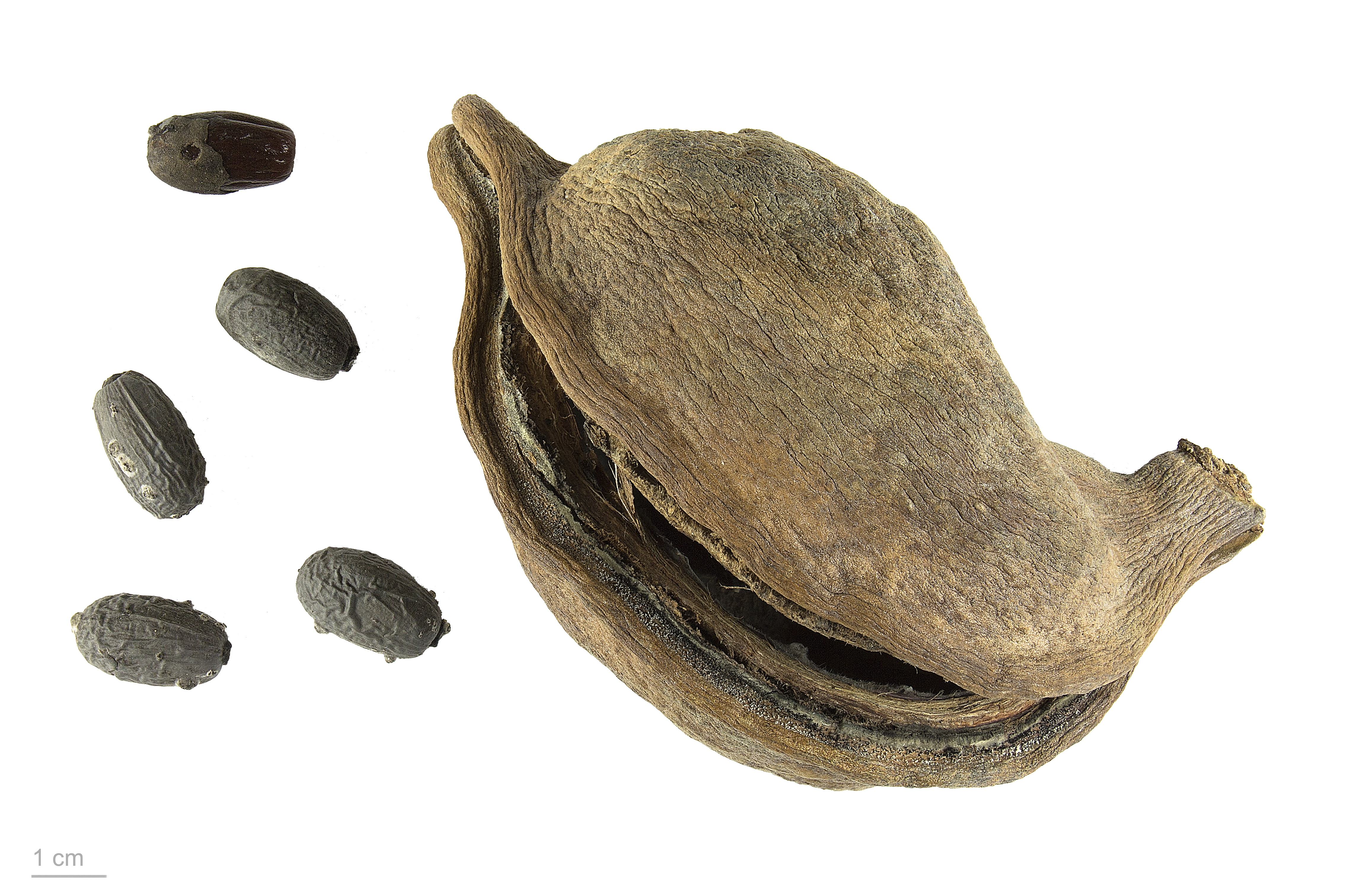
Folículo y semillas de Sterculia foetida - MHNT

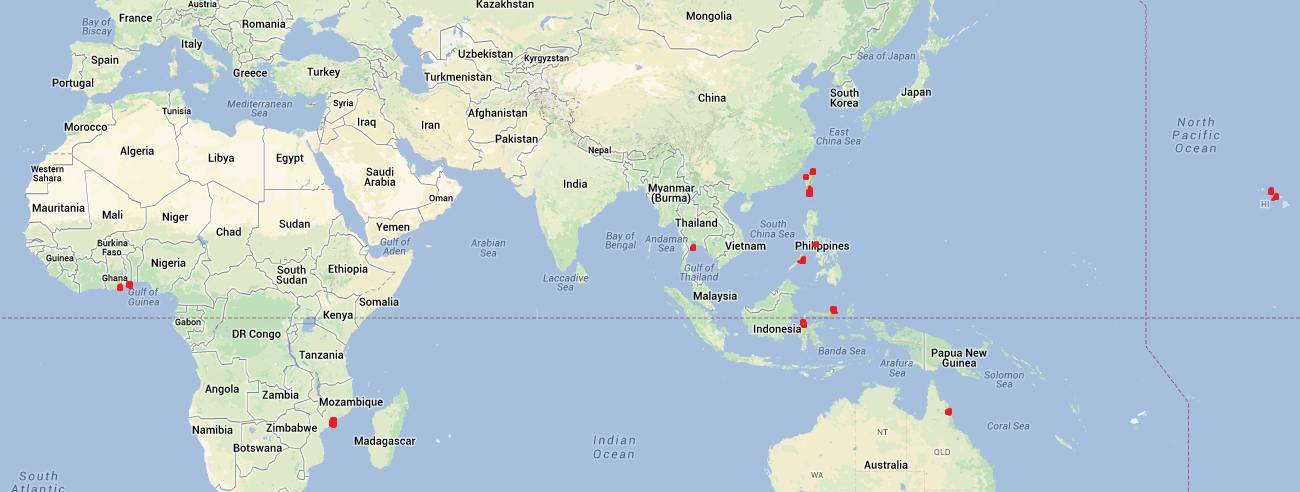
Los puntos marcados en rojo son casos conocidos de Sterculia foetida.

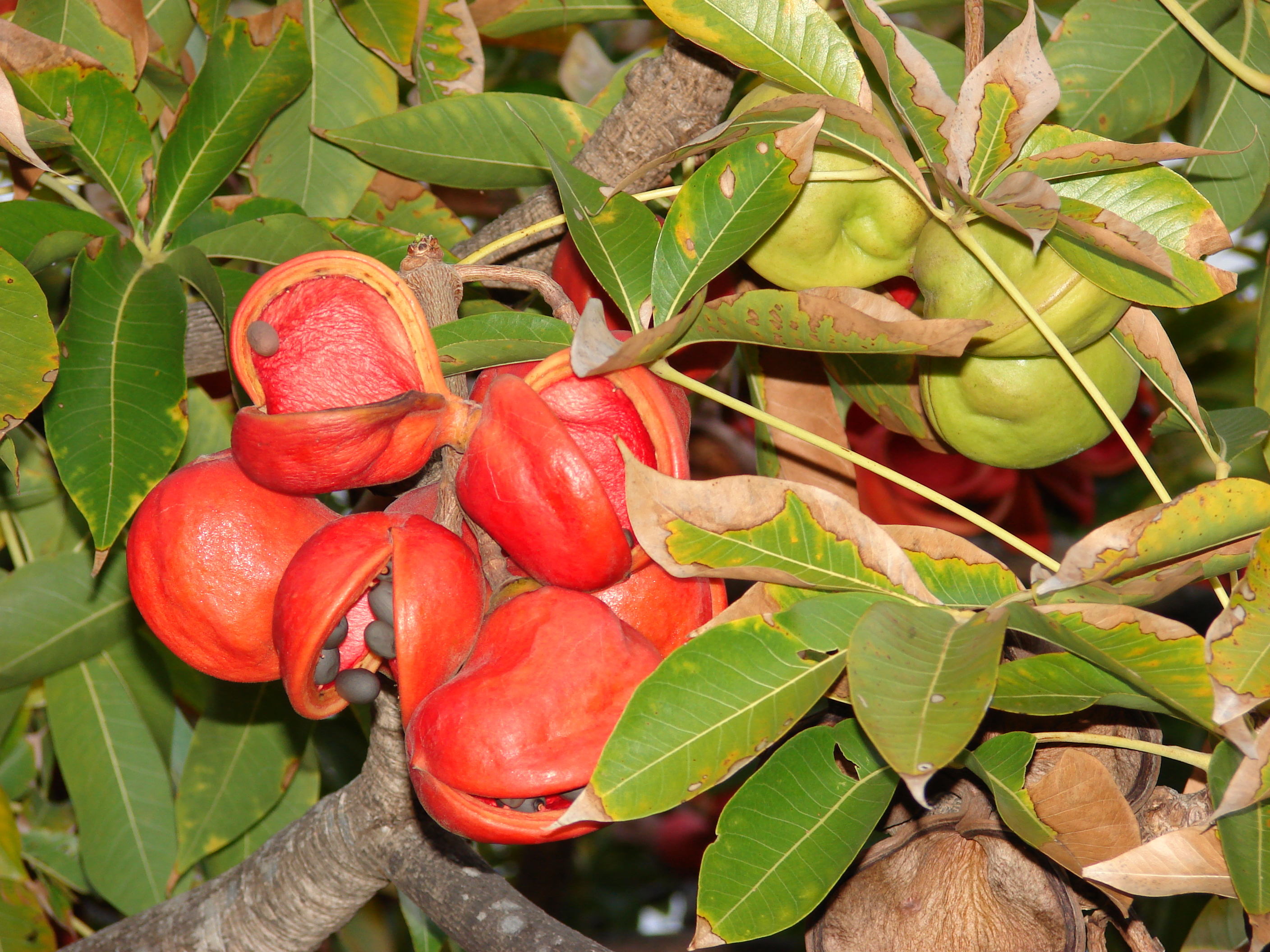
Fruta y hojas de Sterculia foetida

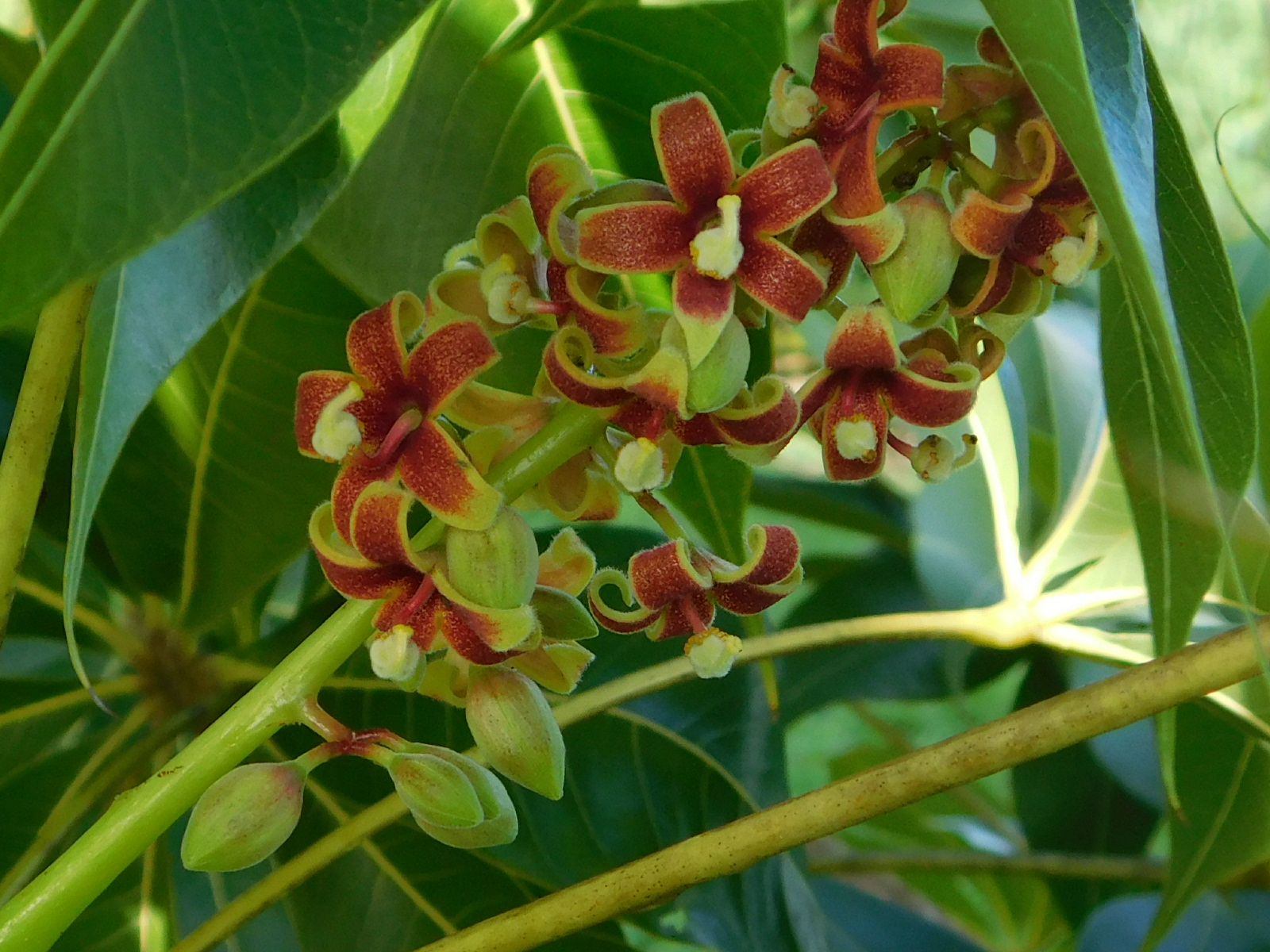

Sterculia foetida es un árbol de madera blanda que puede crecer hasta 35 metros (115 pies) de altura. Fue descrito en 1753 por Carl Linnaeus. Los nombres comunes para la planta son almendro de la India, el olivo de Java, el esterculia avellana y el almendro silvestre. Es una especie del género Sterculia que significa mal olor: el origen de Sterculia proviene del dios romano, Sterquilinus, que era el dios de los fertilizantes o estiércol.

## Descripción
Las ramas de Sterculia foetida están dispuestas en verticilos; se extienden horizontalmente La corteza del árbol es lisa y gris. Las hojas se colocan al final de las ramillas; tienen pecíolos de 125-230 mm de largo; el limbo foliar es palmeado compuesto, contienen 7-9 folíolos. Los folíolos son elípticos, de 100-170 mm de largo, y en poco tiempo petiolorados. Los pecíolos son la fuente del mal olor de la planta. Las flores están dispuestas en panículas, de 100-150 mm de largo. Las flores verdes o moradas son grandes y unisexuales ya que el árbol es dioico (las flores masculinas y femeninas se encuentran en diferentes árboles). El cáliz es de color anaranjado apagado y se divide en cinco sépalos, cada uno de 10-13 mm de largo. La fruta consiste en cuatro a cinco folículos, cada folículo contiene generalmente 10-15 semillas. Los folículos son escarlata cuando están maduros.
En India, las flores aparecen en marzo y las hojas aparecen entre marzo y abril. En Hyderabad (India), la floración se observó en septiembre-octubre (2015) con frutos maduros en la parte superior y frutos verdes jóvenes en las ramas más bajas. La fruta está madura en febrero (11 meses después de que aparecieron las flores).

## Usos
Frutos comestibles. Es consumido localmente. Al igual que otras especies de Sterculia, la evidencia sugiere que las semillas de Sterculia foetida son comestibles, pero deben tostarse antes de comer.
De esta especie igualmente se obtiene aceite. Se ha encontrado que el aceite de Sterculia foetida es comparable a los aceites de girasol, soja y colza para el uso de biocombustibles. El aceite de Sterculia foetida contiene ácidos grasos de ciclopropeno tales como ácido 8,9-metilen-heptadec-8-enoico (ácido malvalco) y ácido 9,10-metilen-ocadec-9-enoico (ácido esterícico). El punto de inflamación, el índice de yodo, el recuento de ácidos grasos libres, el contenido de fósforo, el punto de enturbiamiento, la viscosidad a 40 °C, la estabilidad oxidativa a 110 °C, la densidad y el conteo de metales traza están dentro de las especificaciones ASTM y EN.

## Distribución
Sterculia foetida se ha encontrado en muchas áreas. Estas áreas antes mencionadas son India, Taiwán, Indochina, Filipinas (donde se conoce como kalumpang), Estados Unidos (Hawái), Indonesia, Ghana, Australia, Mozambique, y Togo.